# Cvinglijanstvo
Cvinglijanstvo je reformacijski pokret u njemačkojezičnom dijelu Švicarske — tako se nazvao po Huldrychu Zwingliju, koji je u doba nastupa Luthera bio župnikom u Zürichu. Zwingli (čit. Cvingli) je bio protiv ikona i križeva u crkvama, protiv mise i celibata. Cvinglijanstvo se temelji i na borbi protiv ceremonija i praznovjerja. Unutar protestantizma postojali su krajnji reformacijski oblici, flacijanizam, kalvinizam, kalvinstvo, schwenkfeldijanstvo, »novo kršćanstvo« i druge sljedbe: luteranska, anglikanska, anabaptistička i unitaristička, osnivaštvo (štiftarstvo, djelomično pod utjecajem narodnih običaja, a djelomično pod utjecajem anabaptizma).

Primož Trubar je bio blizak njihovom poimanju sakramenata, ali nije bio istoga mišljenja kao i oni. Ostao je privržen luteranstvu, uvijek u teološkoj oprjeci (luteranstvo (augsburška vjeroispovijed) — cvinglijanstvo). Trubara je po današnjim ocjenama cvinglijanstvu privlačila srodnost sljedbe s demokratičnošću, humanističkim i građanskim načelima Trubarove misli.